# Руски рок
Руският рок се заражда в СССР през 1960-те години. Повлиян е от западния рок енд рол, както и от руския фолклор и бардовата песен.

## История
Първите рок групи са основани в Москва и Ленинград. За първата съветска рок група се счита „Сокол“ (Москва). Други пионери на рока от онова време са „Славяне“, „Скоморохи“ и московската „Машина времени“. В началото на 1970-те години популярност добиват „Оловянные солдатики“ (Москва), чиято песен „У попа была собака“ („Поп си имал куче“) е използвана в мултфилма „Ну, погоди!“.
През 1970-те години особено популярни са групите (наричани ВИА, от вокално-инструментален ансамбъл) „Земляне“ (Ленинград) и московските „Цветы“, „Поющие сердца“. Не им е разрешено да изпълняват авторски песни, тъй като композиторите и поетите, които работят с тях, получават хонорар. Групите, които не са съгласни с това, се считат за самостоятелни, но това ограничава възможностите им за изява.
Най-популярните стилове по онова време са арт рок, прогресив рок и хардрок. Свой уникален стил създават „Машина времени“, „Оловянные солдатики“, „Воскресение“ (Москва) и „Аквариум“ (Ленинград).
През 1981 г. в Ленинград е открит първият рок клуб. Благодарение на него групите записват и изнасят концерти напълно легално. Някои рок групи участват в предаването „Музыкальный ринг“. Повечето ленинградски банди се ориентират към ново пънк и ню уейв звучене. Изключителна популярност добиват „Кино“ на Виктор Цой, после „Алиса“, „АукцЫон“ и други местни групи.
Към средата на 1980-те години по инициатива на тогавашния генерален секретар на ЦК на КПСС Константин Черненко временно са забранени множество рок групи. След перестройката от 1985 г. е основана организацията „Московска рок лаборатория“, в която се появяват доста хевиметъл групи като „Круиз“ (Тамбов) и московските „Ария“, „Мастер“, „Чёрный кофе“, „Чёрный обелиск“. Други известни метъл групи са московските „Коррозия металла“, „Шах“ и „Легион“.
В края на 1980-те години руският рок се популяризира на Запад. През 1986 г. е издаден албумът „Red Wave“, съдържащ песни на ленинградските групи „Аквариум“, „Странные игры“, „Алиса“ и „Кино“. Сред първите групи, пеещи само на английски, е „Горки Парк“ (Москва) – първите им 2 албума имат успех в САЩ, а песни като „Bang!“ и „Moscow calling“ са излъчени в ефира на MTV. Групите „Кино“ и „Круиз“ правят турнета из Европа, като последните подписват договор с германска звукозаписна компания и издават албум във ФРГ. Особено известна става „Агата Кристи“ (Свердловск), която е сред първите дарк уейв и готик рок групи в СССР. Постепенно интересът към руския рок угасва и групи като „Наутилус Помпилиус“ (Свердловск) и „Зоопарк“ се разпадат. „Кино“ също прекратява дейността си след смъртта на фронтмена си Виктор Цой.
През 1990-те години под влиянието на алтернативния рок и бритпопа се появяват групи като „Мумий Тролль“ (Владивосток), „Смисловие галюцинации“ (Свердловск) и „Би-2“ (Бобруйск). Освен това се открояват групи от жанровете пънк – „Король и Шут“ / „КиШ“ (Ленинград), „Ленинград“, „Сектор газа“ (Воронеж), и фолк рок – „ДДТ“ (Уфа), „Любе“ (Люберци), „Ночные снайперы“ (Ленинград). Звукозаписната компания Moroz Records издава поредица компилации „Легенди на руския рок“.
В началото на XXI век в Русия се появява широка алтернативна сцена и много инди рок и ню метъл групи като 5diez (Витебск), „Психея“ (Курган), московските „Слот“, Tracktor Bowling, Louna и др.
Сред първите рок фестивали е Ереванският, където се събират най-добрите московски рок колективи. Най-големите руски рок фестивали са „Нашествие“ (Тверска област) и „Рок над Волга“ (Самара).

## Регионални сцени
Ленинград
През 1981 г. е основан Ленинградски рок клуб, който дава шанс за изява на много местни формации и изпълнители. Там първите си стъпки правят „Аквариум“, „Кино“, „Алиса“, „Зоопарк“, Александър Башлачов и много други. В рок клуба основна роля играе продуцентът Андрей Тропило, създал първото в СССР частно звукозаписно студио и звукозаписната компания „АнТроп“. Музиката на ленинградските групи е често акустична и наподобява звученето на класическия рок от 1960-те години. В малко по-късен етап много изпълнители се насочват към стиловете пост пънк и ню уейв. Срещат се, макар и рядко, хевиметъл групи като „Август“.
Москва
През 1985 г. при дома на културата „Горбунов“ е създадена Московска рок лаборатория, включваща най-известните столични групи по онова време като „Машина времени“, „Воскресение“, „Звуки Му“, „Бригада С“. Срещат се и електронни рок групи като например „Център“ и „Ночной проспект“. Към края на 1980-те години популярни са хевиметъл групите „Ария“, „Круиз“, „Мастер“, „Чёрный кофе“, „Чёрный обелиск“, „Коррозия металла“. От Москва е и първата популярна на запад руска рок група – „Горки Парк“, свиреща глем метъл.
Екатеринбург
Групите от град Екатеринбург (тогава Свердловск) и неговия регион са силно повлиани от психеделичния рок и музиката от 1970-те години. От 1986 до 1991 г. съществува Свердловски рок клуб. Най-известните местни групи са „Наутилус Помпилиус“, „Агата Кристи“, „Чайф“, както и „Отражение“ (Новоуралск).
Сибир
Сибирското рок общество е предимно повлияно от стиловете пънк рок, гаражен рок и донякъде фолк рок. Ъндърграунд изпълнителите от този обширен регион оставят трайна среда в младежката култура. Най-известни са певицата Янка Дягилева, групите „Гражданская оборона“ (Омск), „Калинов мост“ (Новосибирск), „Инструкция по выживанию“ (Тюмен), „9-й район“ (Красноярск).